# Nederlands Instituut voor het Nabije Oosten
Het Nederlands Instituut voor het Nabije Oosten (Engels: The Netherlands Institute for the Near East, Frans: Institut néerlandais du Proche-Orient; afgekort: NINO) is een instituut voor de wetenschappelijke bestudering van het Nabije Oosten (Mesopotamië en Anatolië) en Egypte. Het is een zelfstandige stichting, opgericht in 1939. Het NINO is gevestigd in Leiden, op het universiteitsterrein aan de Witte Singel. 
Eind 2017 tekende het instituut een nieuwe overeenkomst met de Universiteit Leiden en het Rijksmuseum van Oudheden voor een nog nauwere samenwerking. Vanaf 2018 worden de werkzaamheden van de stichting uitgevoerd door medewerkers van de Universiteit Leiden. In juli 2024 verhuisde het NINO naar het Herta Mohr-gebouw.

## Bibliotheek
De instituutsbibliotheek met wetenschappelijke boeken en tijdschriften op het gebied van assyriologie, egyptologie, archeologie van het Nabije Oosten en aanverwante vakgebieden, telt zo'n 50.000 titels. Vanaf 1 januari 2018 wordt de NINO-bibliotheek beheerd door de Universitaire Bibliotheken Leiden. Sinds de verhuizing naar het Herta Mohr-gebouw zijn de bibliotheekcollecties van het NINO ondergebracht in de Middle Eastern Library-leeszaal en verschillende (depot-)locaties van UBL.

## Eigen publicaties en onderzoek
Het NINO geeft de tijdschriften Bibliotheca Orientalis en Anatolica uit. De belangrijkste series zijn PIHANS (afkorting van de oude titel Publications de l' Institut Historique et Archeologique Néerlandais de Stamboul), Egyptologische Uitgaven en Achaemenid History. De Annual Egyptological Bibliography werd door het NINO decennialang verzorgd totdat de Universiteit van Oxford dit overnam en als de Online Egyptological Bibliography digitaal voortzette. Daarnaast deed het instituut archeologisch onderzoek in onder andere Anatolië, Syrië en Irak.

## Collecties
De bekendste collectie van het NINO is de De Liagre Böhl-collectie. Deze omvat met name de grootste verzameling kleitabletten met spijkerschriftteksten in Nederland. Daarnaast bezit het instituut naast een eigen uitgebreid instituutsarchief enkele archieven en fotografische collecties.
In aanloop naar de verhuizing van het NINO naar het Herta Mohr-gebouw in juli 2024 werd de Liagre Böhl-collectie overgebracht naar de Bijzondere Collecties van de Universitaire Bibliotheken Leiden (UBL) na jarenlange voorbereiding door restaurator Carmen Gütschow. Ook het Rijksmuseum van Oudheden beheert een aantal archeologische objecten uit de NINO-collecties en heeft er een aantal in langdurig bruikleen ter expositie.
De Frank Scholten-fotocollectie, eveneens ondergebracht in UBL, is in 2021-2022 gedigitaliseerd en opgenomen in de digitale collecties van de bibliotheek.

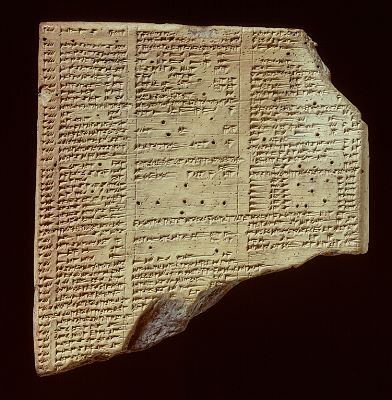
Kleitablet uit de bibliotheek van Assurbanipal (Collectie De Liagre Böhl)
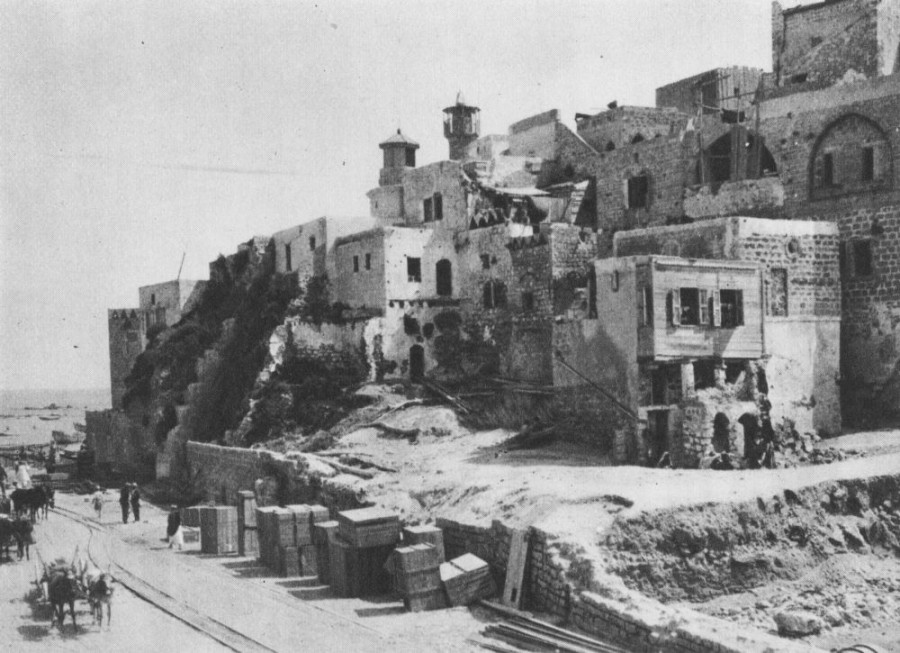
Palestina (ca. 1921) (Collectie Frank Scholten)
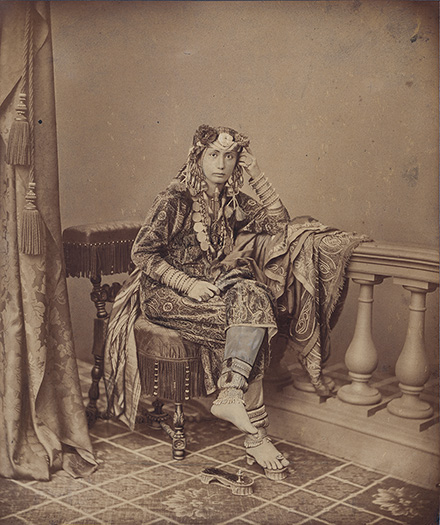
Emily Ruete/Sayyida Salma (Collectie Said-Ruete)
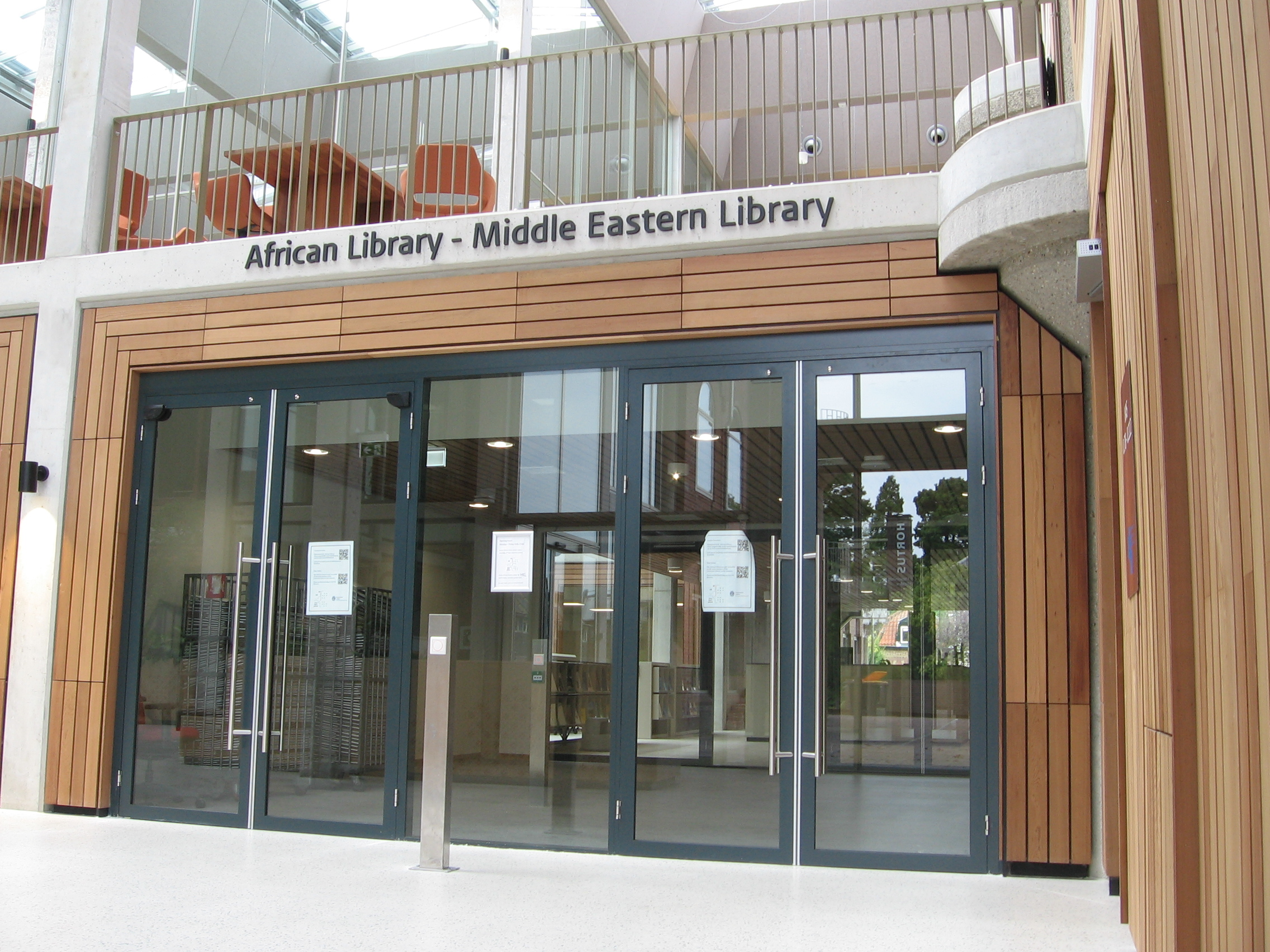
Ingang Middle Eastern Library (2024)

## Dochterinstituut in Turkije
In 1958 opende het NINO een dochterinstituut in Istanboel, het Nederlands Instituut in Turkije (NIT; voorheen Nederlands-Historisch-Archeologisch Instituut, NHAI). Dit instituut werd in 2022 onderdeel van de Universiteit Leiden.